# Sauchy-Lestrée
Sauchy-Lestrée è un comune francese di 460 abitanti situato nel dipartimento del Passo di Calais nella regione dell'Alta Francia.

## Società

### Evoluzione demografica
Abitanti censiti